# Cheshire
Cheshire (/ˈtʃɛʃər/ vagy /ˈtʃɛʃɪər/, régies elnevezése County of Chester) Anglia északnyugati részén található megye. Közigazgatási központja Chester, de legnagyobb városa Warrington. További jelentős városok még Widnes, Congleton, Crewe, Ellesmere Port, Runcorn, Macclesfield, Winsford, Northwich és Wilmslow.
Északról Merseyside és Greater Manchester, keleten Derbyshire, délen Staffordshire és Shropshire, nyugaton pedig a Walesben található Flintshire és Wrexham megyék határolják.
Cheshire megye területe 2343 km², lakossága kb. 700 000 fő. A Mersey folyó mellett található nagyobb városoktól és a megyeszékhelytől, Chestertől eltekintve a megye kevésbé fejlett, városias, számos kisebb város és falu található területén, amelyek lakossága a mezőgazdaságból él.

## Története

### Etimológiája
A megye neve Chester város régies nevéből származik, első alkalommal Legeceasterscir formában említette az angolszász krónika, a név jelentése „a légiók városának megyéje”. A név 980 körül jelent meg, de történészek feltételezik, hogy a megyét 920 körül I. Eduárd wessexi király hozta létre. A Domesday Bookban a név Cestrescir formában szerepelt, amely szintén Chester város korabeli nevéből származik. Az angol nyelv fejlődését kísérő változások, egyszerűsítések és betűeltűnések eredményezték a mai nevet.

## Közigazgatási története
A megyét 920 körül alapította I. Eduárd wessexi király. Az 1066-os normann hódítás után Cheshire sokáig az angolszász ellenállás egyik központja maradt. I. Vilmos angol király csak 1069 körül tudta letörni a helyi urak és a lakosság ellenállását. A nagy földtulajdonosokat megbüntették, birtokaikat elkobozták és Vilmos támogatói között osztották szét. Cheshire ura Vilmos egyik bárója, Hugh d'Avranches lett, aki felvette Chester grófja (Earl of Chester) címet.
A megye területét az 1086-os Doomesday Book rögzítette, kiterjedése nagyobb volt, mint ma. Két kerülete, Atiscross és Exestan, később Waleshez került.
1182 után a Mersey folyótól északra fekvő, korábban vitatott hovatartozású területekből alakult meg Lancashire megye.
1397-ben a megyéhez csatoltak a walesi határ mentén fekvő területeket és hercegség rangjára emelték - elsősorban a II. Richárd angol királynak nyújtott katonai segítség miatt. A megye által kiállított 500 fős állandó alakulat, a Cheshire Guard olyan segítséget jelentett Richárdnak, hogy címét is megváltoztatta: Anglia és Franciaország királya, Írország ura és Chester hercege. Sem korábban, sem később nem ért angol megyét ilyen megtiszteltetés, igaz a cím Richárd 1399-es bukása után feledésbe merült.
A helyi önkormányzatokról szóló 1972-es törvény (Local Government Act 1972), amely 1974. április 1-jén lépett életbe, a megye északnyugati részén található területekből alakította ki a Merseyside és Greater Manchester megyéket. A Tintwistle kerületet Derbyshire megyéhez csatolták, ezzel szemben a Lancashire megyének a Merseyside/Nagy-Manchester megyéktől délre eső részeit, közük Widnes és Warrington kerületeket Cheshire-hez csatolták.
1998. április 1-jén Halton és Warrington önálló önkormányzatú kerületekké alakultak át és függetlenedtek a Cheshire megyei tanácstól.
A 2009-es angol önkormányzati reformok eredményeképpen a korábbi körzeteket felváltotta két nagyobb térség: Cheshire East és Cheshire West és Chester.

## Fordítás
- Ez a szócikk részben vagy egészben  a   Cheshire című angol Wikipédia-szócikk ezen változatának fordításán alapul.  Az eredeti cikk szerkesztőit annak laptörténete sorolja fel. Ez a jelzés csupán a megfogalmazás eredetét és a szerzői jogokat jelzi, nem szolgál a cikkben szereplő információk forrásmegjelöléseként.